# Ksenija Popova
Ksenija Popova (in russo Ксения Попова?; Lipeck, 23 agosto 1988) è una nuotatrice russa.

## Carriera
Specializzata nel nuoto di fondo, è stata campionessa mondiale dei 25 km nel 2008.

## Palmarès
- Mondiali

Melbourne 2007: bronzo nei 25 km.
- Mondiali in acque libere

Dubai 2004: argento nei 5 km.
Napoli 2006: bronzo nei 5 km e 25 km.
Siviglia 2008: oro nei 25 km.